# Épsilon Herculis
Épsilon Herculis (ε Her / 58 Herculis / HD 153808) es una estrella en la constelación de Hércules de magnitud aparente +3,91. Se encuentra a 163 años luz de distancia del sistema solar.
Catalogada como una estrella blanca de tipo espectral A0V, Épsilon Herculis es una binaria espectroscópica —una estrella binaria cuyas componentes no pueden ser resueltas ópticamente— con un período orbital de 4,0235 días.
El sistema ha sido clasificado como A0 + A2. Sin embargo, mientras la temperatura de la componente primaria, 10.435 K, es normal para su clase, la temperatura de la secundaria, 10.200 K, es demasiado alta para una estrella A2. Probablemente las dos estrellas sean prácticamente iguales, cada una de ellas con una masa de 2,5 masas solares. 
De acuerdo a estas masas y al período orbital observado, la separación entre las dos componentes es de sólo 0,085 UA —un 20% de la distancia existente entre Mercurio y el Sol—, siendo la órbita prácticamente circular.
Su luminosidad conjunta es 72 veces mayor que la luminosidad solar.
Según algunos autores, Épsilon Herculis es una estrella Lambda Bootis; esta clase de estrellas, cuya naturaleza no es bien conocida, muestra una carencia de elementos pesados con la clara excepción de carbono, nitrógeno, oxígeno y azufre.